# Jerzmanowo (stacja kolejowa)
Jerzmanowo – nieczynna wąskotorowa stacja kolejowa w Jerzmanowie, w gminie Boniewo, w powiecie włocławskim, w województwie kujawsko-pomorskim, w Polsce. Została wybudowana w 1914 roku przez okupacyjne wojska niemieckie razem z linią kolejową z Płowiec do Strykowa.